# 芒廷 (北达科他州)
芒廷（英語：Mountain），是美国北达科他州下属的一座城市。根据2010年美国人口普查，该市有人口92人。